# Battaglione d'assalto (romanzo)
Battaglione d'assalto (Marchbataillon) è un romanzo di Sven Hassel.

## Trama
Sanno di essere i maledetti da Dio e sanno che dovranno subire di tutto. Ma in questo libro, gli uomini del battaglione di disciplina, si troveranno costretti a diventare plotoni di esecuzione, di uomini maledetti come loro. Per loro sarà come uccidere se stessi. Quando gli uomini del battaglione di disciplina uccidono, lo fanno per altri motivi: costretti ad ubbidire agli ordini per evitare il coinvolgimento delle loro famiglie.

## Edizioni
- Sven Hassel, Battaglione d'assalto, traduzione di Lina Lisdero, Sonzogno, 1998, ISBN 88-454-2392-1.